# 臉紅心跳都是因為你
《臉紅心跳都是因為你》是紺野理沙創作的日本漫畫作品，於2012年11月在少女漫畫雜誌《Betsucomi》開始連載，並於2014年9月完結。單行本共六卷。 
截至2020年10月，本作的累計發行量已超過250萬本。 

## 劇情簡介
女主角篠原司國中時期暗戀著同班同學有馬隼人，並在畢業前夕鼓起勇氣向他表白，但遭隼人狠狠拒絕。二人卻巧合地在高中再度同班，不願輕言放棄的司仍然繼續努力拉近二人之間的距離，而隼人也漸漸被司所打動。然而，正當司隼人和的關係稍有進展時，隼人的前女友麻友卻再度出現，並告知隼人她患了貧血，希望能夠與其復合渡過餘下的日子。起初隼人並沒有答允，但有一次司和麻友同時差點被飛來的足球砸到，但隼人竟然出手救下了麻友而不是司，令被砸中的司深受打擊，開始迴避隼人。隼人發現司始終對此耿耿於懷，並將前女友麻友的事如實告訴了司，並主動邀請她參與暑假的試膽大會，二人的關係迅速發展，隼人亦準備向司告白。然而，察覺到司喜歡隼人的長谷部卻在校園祭時把司關在教室，並奪下了她的初吻。幸好隼人將其救走，二人亦終於如願以償成了情侶。

## 登場角色
篠原司（聲：大久保瑠美 / 演：白石聖）
第一話中就讀初中三年級，自第二話起就讀高中一年級。血型為A型。她有著強烈的責任心，被要求做某件事時絕不馬虎怠慢。暗戀隼人，在初中三年級時向其表白卻被拒絕。高中巧合地再度與隼人同班，並努力嘗試拉近二人之間的距離。
有馬隼人（聲：西山宏太朗 / 演：浮所飛貴）
司的同學。血型為AB型。初中三年級時，與司開始同班，並被其追求。性格爽朗而謙虛，為人不拘小節。在搬家前曾和麻友約會。
長谷部泰弘（聲：手塚弘道 / 演：板垣瑞生）
隼人的好兄弟，暗戀司，於第4卷曾一度禁錮司並奪去其初吻。
麻友（聲：市川染五郎 / 演：原菜乃華）
長谷部的表親，曾經是有馬的戀人。現患上貧血，身體虛弱。後來找上已搬家並轉學到另一所學校的隼人，並希望能夠復合。

## 出版書籍
| 冊數 | 小學館         | 小學館                 | 東立出版社     | 東立出版社             |
| 冊數 | 發售日期       | ISBN                   | 發售日期       | ISBN                   |
| ---- | -------------- | ---------------------- | -------------- | ---------------------- |
| 1    | 2013年6月26日  | ISBN 978-4-09-135256-9 | 2015年4月13日  | ISBN 978-986-365-606-7 |
| 2    | 2013年7月26日  | ISBN 978-4-09-135438-9 | 2015年4月13日  | ISBN 978-986-365-607-4 |
| 3    | 2013年12月26日 | ISBN 978-4-09-135660-4 | 2016年10月31日 | ISBN 978-986-365-608-1 |
| 4    | 2014年4月25日  | ISBN 978-4-09-136069-4 | 2016年12月9日  | ISBN 978-986-365-609-8 |
| 5    | 2014年12月26日 | ISBN 978-4-09-136408-1 | 2017年1月11日  | ISBN 978-986-382-746-7 |
| 6    | 2015年9月25日  | ISBN 978-4-09-137659-6 |                |                        |

## 有聲漫畫
於2016年2月1日於dTV上發布，由大久保瑠美和西山宏太朗聲演主角司和隼人。

### 主題曲
主題曲是由Da-iCE演唱的（EVERY SEASON）。

## 真人電影
本作於2020年9月13日宣佈將拍攝真人電影，並將於2021年6月4日發行。

### 主題曲
「虹の中で」— 美 少年 / ジャニーズJr.

### 演員
- 篠原司：白石聖
- 有馬隼人：浮所飛貴
- 長谷部泰廣: 板垣瑞生
- 麻友: 原菜乃華

### 製作人員
- 監督：高橋洋人[11]
- 腳本：横田理恵[11]
- 音樂：KYOHEI（Honey L Days）
- 動畫製作：木村元子
- 發行商：東映[11]
- 制作協力：DreamPlus[11]

## 外部連結
- 《臉紅心跳都是因為你》官方網頁 （页面存档备份，存于）（日語）
- 《胸が鳴るのは君のせい》動畫官方網頁 （页面存档备份，存于）（日語）
- 《臉紅心跳都是因為你》官方Twitter帳號的X（前Twitter）（日語）
- 《臉紅心跳都是因為你》Instagram帳號的Instagram帳戶（日語）
- 有聲漫畫 《臉紅心跳都是因為你》網站（dTV） （页面存档备份，存于）（日語）